# Thomson TO9+
Le Thomson TO9+ est un ordinateur commercialisé à partir de 1986 par la SIMIV, une entreprise française également connue sous le nom de Thomson Micro-Informatique. Le TO9+ exploite la même électronique que le Thomson TO8 ou que le Thomson MO6, et possède les mêmes caractéristiques graphiques.
Le TO9+ succède au Thomson TO9 ; bien que très similaires extérieurement, ces deux modèles comportent beaucoup de différences techniques. Le TO9+ corrige les défauts du TO9, mais arrive tardivement sur un marché déjà conquis par les compatibles PC, l'Atari ST, l'Amiga, ou encore l'Amstrad CPC ; il s'est donc peu vendu. Le TO9+ est livré avec quatre logiciels (« Paragraphe », « Fiches et dossiers », « Multiplan », un logiciel de communication) fournis sur disquettes (le TO9 avait souffert de ses logiciels bogués installés en ROM).
Les périphériques pour Thomson TO9+ étaient pour la plupart compatibles avec l'ensemble de la gamme Thomson.

## Description
En 1986, le Thomson TO9+ était vendu 7 490 FF, soit environ 1 925 € en 2016. La version export du TO9+ se différencie de la version française par un clavier Qwerty, le modem remplacé par un port série RS-232 (25 broches), et la sortie Péritel RGB remplacée par un modulateur PAL.
Par ailleurs, les BASIC de Microsoft sont intégrés en ROM, le son est produit par un générateur de son 1 bit et convertisseur numérique-analogique (DAC) 6 bits, et le modem intégré (1200/75 bauds) peut faire office de Minitel.
Le clavier du TO9+ n'est pas interchangeable avec celui du TO9 : celui du TO9 possède un port spécial pour la souris, alors que celle du TO9+ se branche directement sur la prise de manette de jeu (à la manière de l'Atari ST). Il existe un prototype de clavier de TO9+ avec des touches de raccourcis BASIC.